# Castelar
Castelar è una città argentina situata nel Morón in provincia di Buenos Aires. Il suo tessuto urbano è interamente integrato nell'area metropolitana bonaerense.

## Storia
Nel 1913 la locale stazione posta lungo la ferrovia dell'Ovest di Buenos Aires fu ribattezzata in onore di Emilio Castelar, quarto presidente della Prima repubblica spagnola.

## Infrastrutture e trasporti
La città si sviluppa lungo l'avenida Rivadavia, importante arteria stradale che unisce il centro di Buenos Aires con l'ovest dell'area metropolitana. Parallelamente corre la ferrovia suburbana Sarmiento, lungo la quale sorge la stazione di Castelar.
Nel territorio di Castelar sorge l'aeroporto di Morón, aperto sia voli civili che quelli militari.